# Jacques Daviel

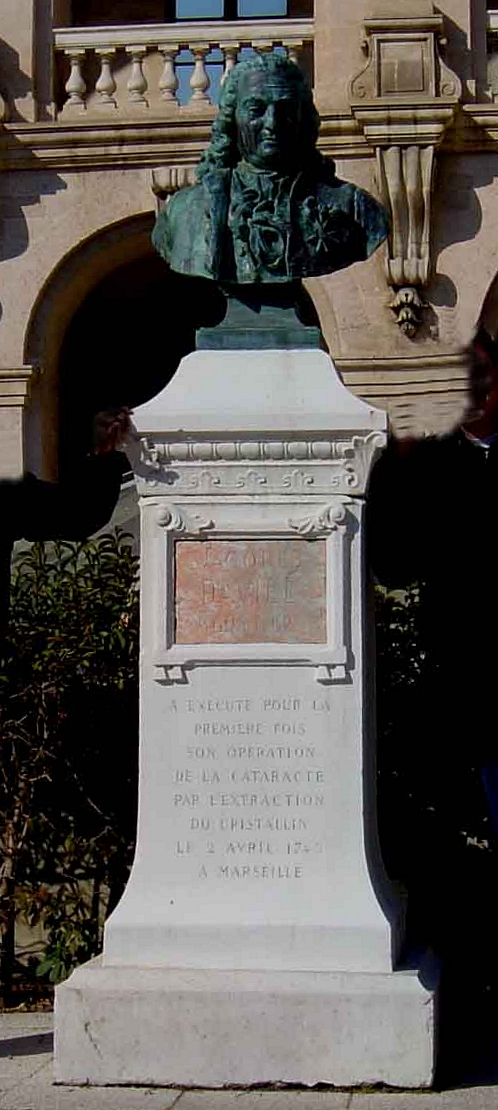
Jacques Daviel, byst vid Hôtel-Dieu de Marseille.

Jacques Daviel, född 11 augusti 1693 i La Barre-en-Ouche, departementet Eure, död 30 september 1762 i Genève, var en fransk ögonläkare.
Daviel utövade till en början allmän praktik, men ägnade sig från 1728 uteslutande åt ögonläkekonsten och vann såsom oftalmolog snart stort anseende. I egenskap av operatör kallades han till en mängd olika länder, och man försökte på flera håll att kvarhålla honom med de mest glänsande anbud. Han avböjde dock alla och slog sig 1746 ned i Paris, där han 1749 utnämndes till kunglig ögonläkare. 
Daviels främsta vetenskapliga bragd är införandet av starrextraktionen såsom allmän metod (1748). Den innebar ett av de största framsteg ögonläkekonsten någonsin gjort. Före Daviel användes den så kallade reklinationen, vid vilken den starrdrabbade linsen medelst ett nålformigt instrument nedtrycktes i glaskroppen - en operation, som endast i omkring 20 % av fall gav ett varaktigt gott resultat. Medelst extraktionen åter avlägsnas starren ur ögat genom ett snitt vid hornhinneranden, och av de sålunda opererade återfick de flesta synen. 
Ryktet om denna metod utbredde sig snabbt, och Daviels praktik vann därigenom så stor ökning, att han under en månad 1752 skall ha utfört 206 operationer, av vilka 182 med lyckad utgång. I Sverige vann metoden insteg främst genom Carl Fredrik Ribe och Olof af Acrel. Han invaldes 1759 som utländsk ledamot av Vetenskapsakademien i Stockholm och publicerade samma år en av sina vetenskapliga skrifter, Berättelse om tvenne anvuxna starrar (cataractæ), i nämnda akademis "Handlingar".